# Dekle s plaže
Dekle s plaže (japonsko うみべの女の子, Umibe no Onnanoko) je tekovna japonska manga za mlade odrasle, ki jo je ilustriral in napisal Inio Asano. Manga je bila prvič objavljena leta 2009 v 58. številki japonske dvomesečne revije Manga Erotics F. Prvi zvezek je izšel maja 2011. Manga zajema teme kot so ljubezen in seks med fantom in dekletom, ki živita ob obali.

## Zgodba
Koume Sato in Kosuke Isobe sta najstnika, ki živita v zaspanem obmorskem mestu. Potem ko jo je ljubljena oseba zlorabila in potem zapustila, čustveno prizadeta Koume se odloči začeti spolni odnos s Kosukem, ne da bi bilo vključenih kakršnihkoli čustev. Oba pa kmalu odkrijeta, da seks brez kakršnihkoli obveznosti vodijo do nepričakovanih zapletov ne samo za njiju, ampak tudi za ljudi okgrog njiju.

## Osebe
Koume Satō (佐藤 小梅 Satō Koume)
Koume Sato je navadna dijakinja. Privlači jo samo zunanji izgled. Potem ko jo je ljubljena oseba izrabila in zapustila, se odloči začeti spolno razmerje z Isobejem.
Isobe (磯辺 Isobe)
Kosuke Isobe je fant, ki je v prvem letniku srednje šole izpovedal ljubezen Koume. Čeprav je zaprt tip raje pokaže svojo arogantno stran osebnosti. V prostem času piše blog o mangi in animeju. Ko je bil v šestem razredu osnovne šole so se morali z družino preseliti v sedanjem mestecu zaradi dela očeta. Govori se, da je njegov brat utopil, čeprav obstajajo tudi govorice, da je bil umorjen.
Misaki (三崎 Misaki)
Misaki je fant v katerem je zaljubljena Koume. Potem ko mu je izpovedala svoja čustva jo je prisilil naj ima oralni seks z njim.
Kašima (鹿島 Kashima)
Kašima je prijatelj iz otroštva Koume in njen sošolec. Član je šolskega bejzbol kluba.
Keiko Kobajaši (小林 桂子 Kobayashi Keiko)
Keiko Kobajaši je najboljša prijateljica Koume in njena sošolka.